# 静粛性能
静粛性能（せいしゅくせいのう）とは、対象となる物について、静粛さを性能として表したものである。それが出す音量、音圧、周波数、その分布などを総合的に加味する。静粛性とも。

## 概要
何をもって「静粛性能」とするかと言う、特定の定義というものは存在しない。
一般的には、下記のさまざまな性能に言及し、論じることが多い。またこれら以外にも、さまざまに要素について、静粛性能の一言で括ることが多く、優れた静粛性能について、さまざまな視点が存在する。

## 自動車の静粛性能を構成する要素
基本的にカタログ上では、音の強さなどの要素（デシベル値）をもって静粛性能をアピールすることもあるが、実際の環境では心理状態によっても大きく左右される。
特に、高い音や極端に低い低周波、人の声と同じ周波数などは、絶対的な音量が低くても非常な不快感となる。
また、音の好みは個人差が大きいため、開発時に統計的な中央値（メジアン）を取ることは可能であっても、中央値と平均値が一致していないケースが多々あるため、万人を満足させることは非常に困難である。このため、車種によってある程度ユーザー層を絞り込む必要がある。また、車速によっても変わってくる。例えばハイブリッドカー（HEV）はアイドリングが不要な停止状態や電動機のみで動く低速時は静かであるが、燃費を重視して軽量化のために遮音材を減らしているモデルでは、速度が上がるにつれて急激に騒音が増すことになる。

### 音の学術的分野での分類
下記は一つの例であり、個々の分類方法などについても統一されていない。
音量
音の音圧。明らかな大音量よりも、静かな方がリラックスであるが、完全に無音状態の場合は、人間は過度なストレス（発狂するかは実験結果がない）を感じるためある程度の環境音が必要である。
周波数分布
人が耳で聞き取る音のほかに、体で感じる低周波振動なども含まれる場合がある。高い音や極端に低い低周波、人の声と同じ周波数などは、絶対的な音量が低くても非常な不快音となる。特に非常に静かな場所で人の声に近い周波数分布の音を聞いた場合は、人間のささやき声に錯覚する傾向がある。
持続時間
一般的には短いほうがよいが、ピークが一瞬部現れ収束するよりも、ある程度の時間鳴っていたほうが、人が認知できるため不安とならない傾向がある。
残響時間
最初の音が発生してから、その音が壁や床などに反射することで繰り返される反射音がどの程度の時間持続するかである。完全に残響がない場合よりも、適度な残響性があるほうがよくまたこの残響の度合いは、音楽の鑑賞、会話、走行音などの個別のケースによっても異なる。普段人間は自分の声を、直接声帯から内耳にいたる振動で認識しているが、同時に一瞬の遅延時間を置いて、口から出た音が壁などの周りの環境に反射した音を耳からも聞いている。つまり、発生時の自己発生音+遅延した残響音である。このため、まったく残響音がない状態で自分の声を聞くと、違和感を覚える傾向がある。

### 音の発生場所での分類
下記は一つの例であり、個々の分類方法などについても統一されていない。
ロードノイズ
タイヤと路面が接触することで発生する音。100km/h以下での場合と、100km/h以上などでの高速安定性時。また、「平坦な路面」、「荒れた路面」、「突き上げ時」など速度と路面状態により分けることが出来る。車体そのものの性能のほか、タイヤの静粛性能に大きく依存する傾向にある。
エンジン音
動力源であるエンジンによって発生する音。アイドリング時、30km/h、60km/h、100km/hなどでの定速走行時（概ね2000rpm未満）のとき、加速時（概ね2000rpm以上のとき）などの音量と、周波数、そしてその変化の内容である。またこれらの音は、排気系などによっても左右される。
風きり音
30km/h、60km/h、100km/hなどでの車体が風を切る音である。基本的に発生は不快感を生むため、その音量がどの程度低いかは重要である。なお、エンジンやロードノイズの静粛性がある程度高くなければ、この音は気がつかない場合がある。
エアコン音
外気換気や内気循環、通常時、全開時などの風切り音、モーター音などの音量である。内気循環に設定した場合は、エアコンダクト内でモーターや風切り音が反響しやすくなるため、概ねうるさくなる傾向がある。
その他の車内発生音
車内に存在するモーターの音や、車体の作りこみを感じされる「ピキピキ」音、シートのばね音など多岐が存在する
同乗者の声
運転席、助手席の両サイド間の会話のほか、フロントシートとリアシートの会話など。特に高速走行時にフロントシートとリアシートが普段の声で話せるかどうかは、高級車が備える尺度のひとつである。
車外からの環境音
他車の音がどの程度入り込んであるか。その音量のみならず、透過する音質が重要となる。